# بریت اروین
بریت اروین (انگلیسی: Britt Irvin؛ زادهٔ ۱۰ نوامبر ۱۹۸۴) بازیگر اهل کانادا است. وی از سال ۱۹۹۶ میلادی تاکنون مشغول فعالیت بوده‌است.
از فیلم‌ها یا برنامه‌های تلویزیونی که وی در آن نقش داشته‌است، می‌توان به مردان کوچک، تماشایی! ، وی، عهد، جک، قرنطینه، چشمان بزرگ، رابطه یک‌شبه و سوپرنچرال اشاره کرد.